# Alberto Baillères González
Alberto Baillères González (Ciudad de México, 22 de agosto de 1931 - Ciudad de México, 2 de febrero de 2022) fue un economista y empresario mexicano. Fue presidente de Grupo Bal, un conglomerado que incluye negocios en los sectores de comercio, minería, metalurgia, seguros y finanzas, entre otros, y principal accionista de Grupo Peñoles, El Palacio de Hierro y GNP Seguros.

## Biografía
Como parte de su actividad filantrópica, presidió la Asociación Mexicana de Cultura y la junta de gobierno del Instituto Tecnológico Autónomo de México (ITAM), su alma mater. En 1985, con un grupo de empresarios, constituye la Fundación Mexicana para la Salud. Es patrono fundador de la Fundación para las Letras Mexicanas (FLM).
Entre las actividades profesionales de Baillères destacó su implicación con el mundo de la tauromaquia. Tanto es así que el empresario mexicano se hizo cargo, junto a otros socios, de la gestión de la Plaza de toros Monumental de México desde el 2016. Esta faceta se suma a la de ganadero de reses bravas, ya que fue propietario de tres hierros de su país como los de San Miguel de Mimihuápam, Begoña y San Martín, y desde 2014, también de la ganadería española de Zalduendo, tras adquirírsela al jerezano Fernando Domecq Solís.
Según la revista Forbes, fue el segundo hombre más acaudalado de México en 2013, solo después de Carlos Slim.

## Premios y reconocimientos
- 2013ː Empresario del año Revista Forbes Latino América.
- 2015: Medalla Belisario Domínguez[10]